# Sakramentar von Tyniec

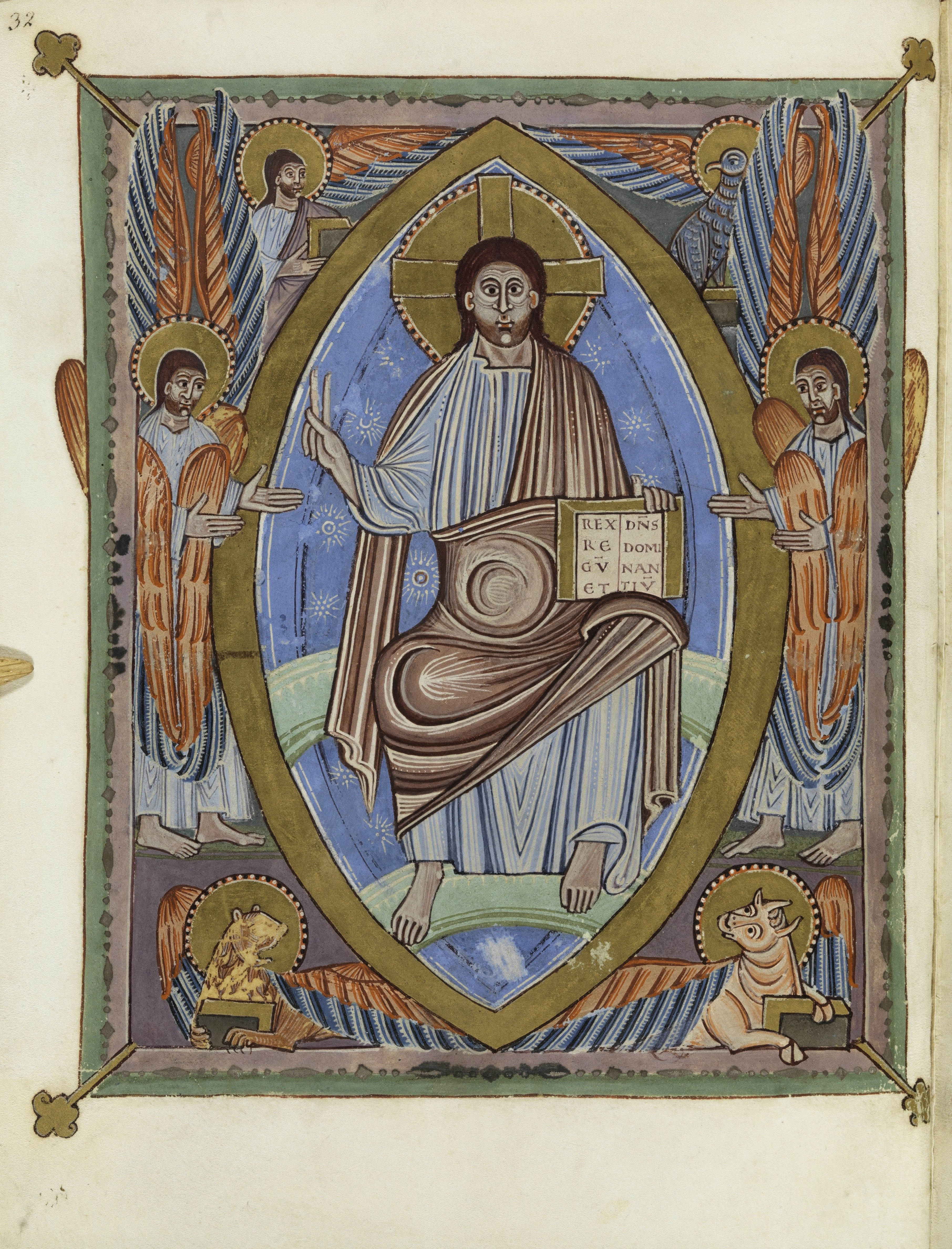
Fol. 17v: Majestas Domini

Das Sakramentar von Tyniec (polnisch Sakramentarz tyniecki) ist ein Sakramentar aus der zweiten Hälfte des 11. Jahrhunderts. Es entstand in Köln. Der Kodex befindet sich heute in der Polnischen Nationalbibliothek in Warschau unter der Signatur Rps BOZ 8.

## Beschreibung
Das Buch besteht aus 234 Pergamentblättern. Der Buchschmuck umfasst neben Initialen im Kalendarium 24 gerahmte Textzierseiten, eine Majestas Domini, eine Initialzierseite zum Vere Dignum sowie eine weitere Zierseite zum Te Igitur mit einer Kreuzigungsdarstellung. Eine weitere Initialzierseite befindet sich am Beginn der Oration zur Weihnachtsvigil.

## Geschichte
Das Sakramentar von Tyniec wurde in Köln zwischen 1060 und 1080 geschaffen. Wann es in die Benediktinerabtei Tyniec gelangte, ist nicht bekannt. Ein Nachtrag am Anfang der Handschrift mit Formularen für eine Kirchweihe und eine Königsmesse deutet darauf hin, dass diese zur Weihe der Abteikirche, deren Bau 1075 begonnen wurde. hinzugefügt wurden. Slawomir Szyller wies darauf hin, dass in den Nachträgen, die im 12. Jahrhundert in den Kodex eingetragen wurde, ein weiteres Messformular für eine Kirchweihe eingetragen wurde, die sich auf die damalige Benediktinerabtei St. Vincent bei Breslau, deren Kirche 1149 geweiht wurde, beziehen muss. Möglicherweise blieb das Sakramentar bei den später umgesiedelten Breslauer Benediktinern, da die Abtei Tyniec 1241, 1259/1260 und nochmals 1306 bei Kriegshandlungen zerstört wurde. 1634 wurde es in Tyniec neu gebunden. Im Zweiten Nordischen Krieg eroberten die Schweden 1656 Tyniec, raubten die Abtei aus und setzten sie in Brand. Das Sakramentar wurde ebenfalls geraubt, konnte jedoch in Krakau zurückgekauft werden. 1814 kaufte Graf Stanisław Kostka Zamoyski den Kodex für 1000 Złoty und überführte ihn in seine Sammlung in Warschau. Ein Teil der Sammlung Zamoyskis verbrannte im September 1939 im Zuge des Zweiten Weltkriegs, das Sakramentar blieb jedoch unversehrt und wurde im November 1939 nach Berlin verbracht. 1941 gelangte es zurück nach Warschau, wo es während des Warschauer Aufstandes erneut vor dem Verbrennen gerettet wurde. Während Reste der Sammlung Zamoyski nach Gorbitsch bei Frankfurt/Oder verbracht wurde, wurde das Sakramentar heimlich nach Lowicz erbracht und dort unter dem Grabgewölbe Jan Lipskis versteckt. Nach Kriegsende übergab der Eigentümer der Sammlung Zamoyski die Reste seiner Bibliothek einschließlich des Sakramentars als ewiges Depositum in die Obhut der Nationalbibliothek. 1993 erfolgte eine umfassende Konservierung.